# Kirchberg (Bajorország)
Kirchberg település Németországban, azon belül Bajorországban. Lakosainak száma 1164 fő (2023. december 31.).

## Népesség
A település népessége az elmúlt években az alábbi módon változott:
| Lakosok száma | 748  | 992  | 780  | 944  | 946  | 969  | 1014 | 1035 | 1113 | 1164 |
|               | 1875 | 1950 | 1970 | 2011 | 2013 | 2014 | 2016 | 2019 | 2021 | 2023 |